# Menameradiel
Menameradiel (nederlandsk: Menaldumadeel) er en kommune i den nederlandske provins Frisland. Arealet er på 70 km², og kommunen har 13.808 indbyggere.